# Banan (dystrykt)
Banan – dystrykt (srŏk) w północno-zachodniej Kambodży, w prowincji Bătdâmbâng. W 1998 roku zamieszkiwany przez 85 277 mieszkańców.

## Podział administracyjny
W skład dystryktu wchodzi 8 gmin (khum):
- Kantueu Muoy
- Kantueu Pir
- Bay Damram
- Chheu Teal
- Chaeng Mean Chey
- Phnum Sampov
- Snoeng
- Ta Kream

Na terenie dystryktu położone są 72 miejscowości.

## Kody
- kod HASC[2] (Hierarchical administrative subdivision codes) – KH.BA.BN
- kod NIS[2] (National Institute of Statistics- district code) – 0201